# Dzieło główne Grupy Fortowej „Goławice” Twierdzy Modlin (Fort XIVb)
Dzieło główne Grupy Fortowej „Goławice”, tzw. Fort XIVb – jeden z fortów pierścienia zewnętrznego Twierdzy Modlin, wybudowany w latach 1912–1915, wchodzący w skład Grupy Fortowej „Goławice” jako jej trzon.
Teren dzieła jest podzielony na działki i niedostępny.